# Abjörn Nockessons ätt
Abjörn Nockessons ätt eller Abjörnssönernas ätt kallas idag en medeltida svensk frälseätt från Hjälmaryd i Ljungby socken, Sunnerbo hd i Småland., vars medlemmar var ättlingar till en Abjörn Nockesson (Abernus Nokkæson), vilken är omnämnd under 1340-talet och förde i sitt sigill en sexuddig stjärna, liksom med någon förändring även sonen Jöns Abjörnsson till omkring år 1390, då den senare upptog modern Ragnhild Lindormsdotters (Lindormssönernas ätt) sköldemärke vilket avbildar en heraldisk sparre ovanför ett blad, en vapenbild som ingår i gruppen av ätter som sammanförda kallas sparre över blad.

## Oklarheter
Under lång tid uppfattade historiker som Nils Gabriel Djurklou Jöns Abjörnsson som en person, vilken i senare utredningar som Jan Öbergs uppsats Två urkunder ur Lars Sparres kopiebok, förefaller ha varit två olika personer (bland annat på grund av ett 22 år långt tomrum i sigillbelägg), varför de numera benämns Jöns Abjörnsson den äldre (en sexuddig stjärna kluven av bokstaven I), och Jöns Abjörnsson den yngre, båda använder ett sigill med dopnamnet Johannes. Den yngre tros ha varit sonson till den äldre. 

## Släkttavla
Av väpnaren Johan (Jöns) Abjörnsson den äldres hustrur är minst två kända: hans första kända äktenskap uppges av Hans Gillingstam ha varit med en syster till Hans Ulv, en annan hustru skall ha varit Kristina Magnusdotter. Enligt Kaj Janzon anses samtliga söner till Jöns Abjörnsson den äldre, ha samma mor. Nils Gabriel Djurklou har med svagt källstöd trott att Jöns Abjörnsson hade minst en, möjligen två ytterligare hustrur, sannolikt baserat på den troligen felaktiga uppgiften att Jöns Abjörnsson var en person, med ett mycket långt liv, och 24 barn.  
Av Johan (Jöns) Abjörnsson den äldres barn kan nämnas:
1. Abjörn Jönsson (nämnd 1399-1432), gift med Karin Dansdotter
  1. ?Johan Abjörnsson den yngre (osäker placering i släktträdet) belagd 1412-1427. [3]
  2. Märta Abjörnsdotter gift med Nils Krumme till Hjälmaryd
2. Nils Jönsson.[4] (nämnd 1377-1390), gift med Katarina Petersdotter (två stjärnor snett över skölden). Mördade sin släkting Peter Knoppe. Kallade Hans Ulv för morbror.[3]
  1. Peter Nilsson. [4]
    1. Måns Pedersson
    2. Sigrid Petersdotter
3. Magnus Jönsson. Skrev med sin hustru Märta Bengtsdotter ett testamente i Vadstena 1440. [4] [3]
4. Arvid Jönsson. Kallade Hans Ulv för morbror.[3]
5. Lindorm Jönsson [4] (nämnd 1377-1415). Gift med Margareta Sixtensdotter (en bjälke). Han kallade Hans Ulv för morbror.[3]
  1. Sixten Lindormsson.[4] [3]
  2. Elin Lindormsdotter, gift med Sven Brynjulfsson. Deras son var Hans Svensson (Forstenaätten)
6. Knut Jönsson. Kallade Hans Ulv för morbror. [3]
7. Henrik Jönsson (Gyllensparre)
8. Tord Jönsson. [4] [3]
  1. Jöns Tordsson. [4] [3]

## Utgreningar
Ätten anses vara utgrenad på svärdssidan i Bagge af Berga och Bagge af Söderby, samt i adliga ätten nr 146 Gyllensparre via Bagge af Berga, som i vapnet förde sparre över blad. och Riddarhuset likställer ätten med Bagge av Söderby. Enligt Riddarhuset härstammar också Forstenaätten och Ulffana från Abjörnssönerna på mödernet.